# Glenopteris bipupillata
Glenopteris bipupillata är en fjärilsart som beskrevs av George Francis Hampson. Glenopteris bipupillata ingår i släktet Glenopteris och familjen nattflyn. Inga underarter finns listade i Catalogue of Life.